# 大倉陶園

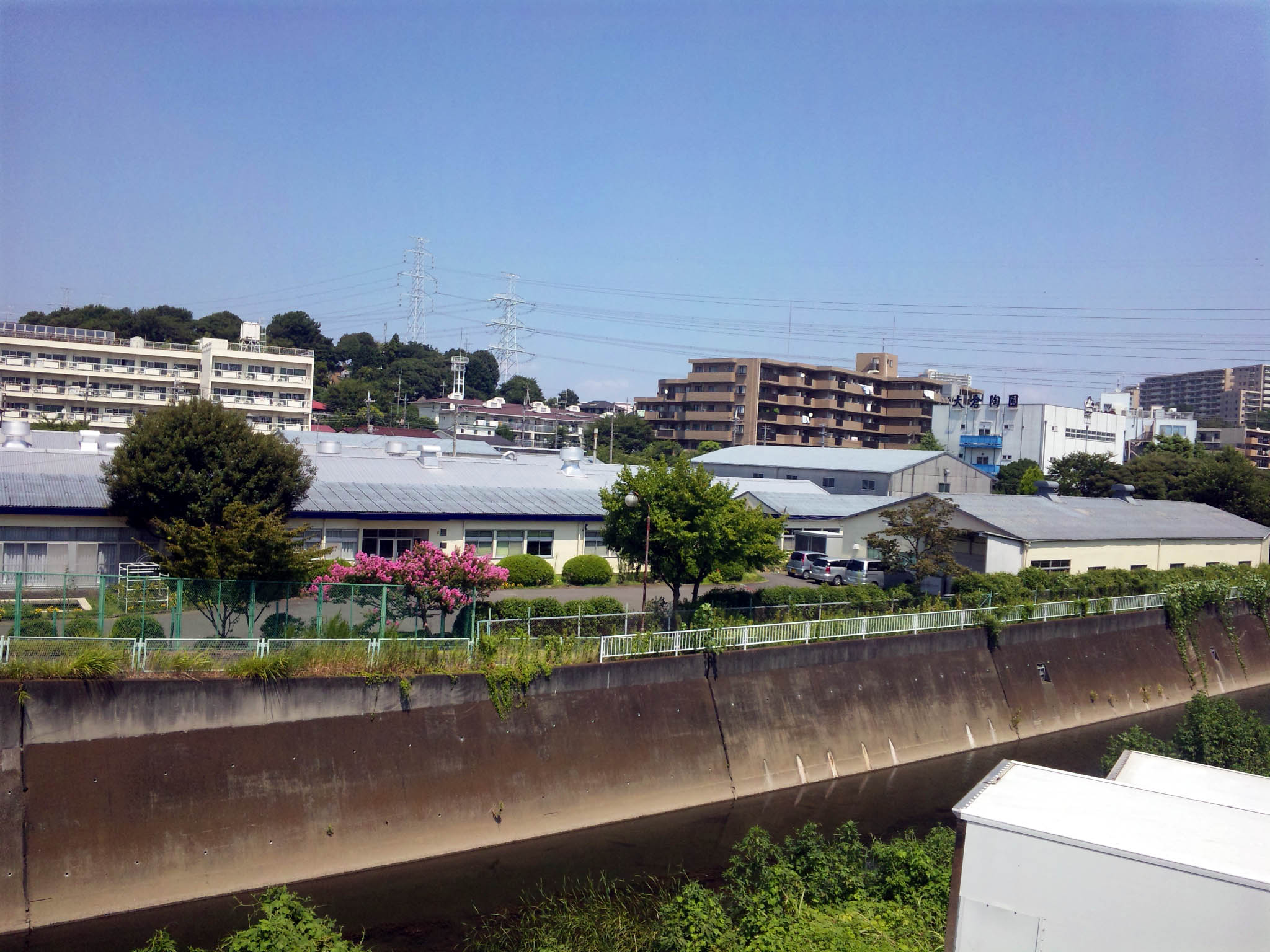
大倉陶園戸塚本社遠景

株式会社大倉陶園 （おおくらとうえん, OKURA CHINA, INC.）は、神奈川県横浜市戸塚区に本社を置く日本の陶磁器メーカーである。親会社のノリタケらとともに森村グループの一員でもある。なお、旧大倉財閥グループとは、創業者が同姓であるだけで関係はない。
日本で従来からあった伝統的な呉須の染付や、ヨーロッパから取り入れた各種技法を用いて、日常品というよりはむしろ鑑賞価値の高い高級磁器を製造することを得意としている。

## 沿革など
大倉孫兵衛と息子の和親によって、東京市蒲田区（現・東京都大田区）で大倉陶園が設立された。なお、創業日は工場の地鎮祭を行なって起工した1919年5月15日である。孫兵衛は万国博覧会で鑑賞した西洋陶磁器に刺激を受けて、日本では当時製造されていなかった硬質な白磁の製造を目指したとされる。
しかし硬質磁器の高級洋食器の製造は困難であり、製品を出荷したのは大倉孫兵衛の死後の1922年であった。1924年に三越と取引を開始して市販を始め、1929年には紋章入りディナーセットを海外へ出荷している。また、1932年に在アメリカ合衆国日本国大使館にディナーセットを納入している。
1943年の東久邇成子（昭和天皇の長女）の成婚では食器調達を受け持ったが、1945年4月15日に空襲で工場が全焼してしまう。
しかし翌年には製品の出荷を再開し、1948年にはディナーセットを作製できるまでになった。税制改革などの影響で1950年5月には法人化し、株式会社大倉陶園となった。1952年に大倉陶園販売株式会社も設立したが、朝鮮戦争による好景気が一段落した1955年にこれを閉鎖して日東陶器商会（現・ノリタケテーブルウェア）に販売を委託した。
1959年の皇太子明仁親王と同妃美智子の成婚時には晩餐会の食器を納め、以後も日本の皇室御用達窯となっている。なお、この年横浜市戸塚区で新工場の建設に着工している。翌年には戸塚に移転し、長野県軽井沢町に夏季直営店を開いた。
1974年の迎賓館（赤坂離宮）改修時に納めたディナーセットは、大倉陶園の代表作の一つである。これは数種類のセットからなり、まず150人揃の正餐用食器がある。これは国賓が主催して天皇などを招くリターンバンケットに用いられるもので、一人当たり十数点の食器があり、金彩などを施した豪華な作風になっている。次に250人揃の歓迎会用食器があり、これはビュッフェスタイルのレセプションで用いられる。レセプションは大広間で行なわれ、正餐を行なう重厚な大食堂と違ってロココ風の雰囲気のため、食器もこれに合わせた軽やかな明るい仕上がりになっている。この他に、国賓や随員の朝食などに使う60人揃の個室用食器があり、藍一色の月桂樹とオリーブが描かれている。
1995年には組織を改変して製造と業務部の2本立てとするとともに工場・画工場を設置し、現在に至る。

## 直営店
- 帝国ホテル店
- コーヒかっぷ本社店（ファクトリーショップ）
- 軽井沢店（4月下旬～11月初旬）

## 年表
- 1919年（大正8年）森村財閥の会社として大倉陶園・設立。工場の地鎮祭を行なう。
- 1920年（大正9年）工場が完成。
- 1922年（大正11年）初の商品を出荷。
- 1924年（大正13年）三越と取引を開始する。森村財閥のタイル製造部門として伊奈製陶株式会社（現在の株式会社INAX）設立
- 1929年（昭和4年）紋章入りディナーセットを海外へ初出荷。
- 1943年（昭和18年）東久邇成子の成婚で食器を納入。
- 1945年（昭和20年）空襲で工場が全焼。
- 1950年（昭和25年）法人化し、株式会社大倉陶園となる。
- 1952年（昭和27年）大倉陶園販売株式会社を設立。
- 1955年（昭和30年）大倉陶園販売株式会社を閉鎖し、系列の日本陶器（現・ノリタケ）の販売会社日東陶器商会（現・ノリタケテーブルウェア）へ移管。
- 1959年（昭和34年）皇太子明仁親王の成婚時に晩餐会の食器を納入。
- 1960年（昭和35年）戸塚工場完成、移転する。軽井沢に夏季直営店を開設。
- 1974年（昭和49年）迎賓館改修時にディナーセットを納入。
- 1988年（昭和63年）虎ノ門のノリタケショップ内に大倉ショップを開設。
- 1995年（平成7年）組織を改変し工場・画工場を設置。また、大倉ショップを改め帝国ホテルに出店。
- 1999年（平成11年）創業80周年記念の大倉陶園展を全国有名百貨店にて開催。
- 2000年（平成12年）秋篠宮家ご用品・金蝕岡染め栂ひおうぎあやめ食器揃いを納入。
- 2002年（平成14年）大倉陶園新世紀展開催。
- 2004年（平成16年）大倉陶園コレクターズクラブを発足。
- 2005年（平成17年）京都迎賓館ご用洋食器大揃いを納入。
- 2006年（平成18年）紀宮清子内親王婚礼品（ボンボニエール）を納入。
- 2008年（平成20年）北海道洞爺湖サミット晩餐会用食器を納入。
- 2009年（平成21年）「天皇皇后両陛下ご在位20年ご成婚50周年記念御所ご洋食器」を納入。
- 2011年（平成23年）秋篠宮悠仁親王高野槇ボンボニエールを納入。
- 2012年（平成24年）秋篠宮眞子内親王木香茨ボンボニエールを納入。